# Dociostaurus brevicollis
Dociostaurus brevicollis är en insektsart som först beskrevs av Eduard Friedrich Eversmann 1848.  Dociostaurus brevicollis ingår i släktet Dociostaurus och familjen gräshoppor. Inga underarter finns listade i Catalogue of Life.